# Orbec
Orbec ist eine Gemeinde mit 1963 Einwohnern (Stand 1. Januar 2022) in der französischen Region Normandie im Département Calvados. Orbec gehört zum Kanton Livarot-Pays-d’Auge.

## Geschichte
Orbec war ein normannisches Lehen, das sich im 11. und 12. Jahrhundert im Besitz der Familie Clare, einer Nebenlinie der Rolloniden befand. Bedeutendster Besitzer war Richard de Bienfaite († 1090), der zeitweise Regent Englands war. Ende des 12. Jahrhunderts gelangte Orbec durch Heirat an William Marshal, 1. Earl of Pembroke. Bei der Eroberung der Normandie durch König Philipp II. Augustus kam es 1204 an Frankreich.
Bis zur Französischen Revolution (1789–1799) war Orbec eine einflussreiche Stadt, Sitz einer Vicomté und einer Bailliage, deren Gerichtsbarkeit die größeren Städte Lisieux und Bernay unterstanden. 1790 wurde die Verwaltung der Region nach Lisieux verlegt. Im Ort war weiterhin die Garde nationale stationiert. Ein Anhänger von François Guizot, ein gewisser Lefrançois, stand dieser um 1831 vor. Claude Debussy (1862–1918) komponierte sein Werk Le jardin sous la pluie in einem Hotel in Orbec.

### Bevölkerungsentwicklung
| Jahr                       | 1962 | 1968 | 1975 | 1982 | 1990 | 1999 | 2007 | 2016 |
| Einwohner                  | 2862 | 3211 | 3363 | 2832 | 2642 | 2564 | 2400 | 2083 |
| Quellen: Cassini und INSEE |      |      |      |      |      |      |      |      |

## Persönlichkeiten
- Pierre-Victorien Lottin (1810–1903), Archäologe, Schriftsteller und Maler
- Pierre Toutain-Dorbec (* 16. April 1951), Fotograf, Maler, Bildhauer und Journalist

## Gemeindepartnerschaften
- Frammersbach im Spessart, Deutschland